# Поріччя (Пінський район)
Поріччя (біл. Парэчча) — село в Білорусі, у Пінському районі Берестейської області. Орган місцевого самоврядування — Поріцька сільська рада. Розташоване за 13 км від автошляху Івацевичі — Пінськ — Столин (Р-6) й за 30 км від міста Пінськ на березі річки Ясельда.

## Географія
Розташоване на березі річки Ясельди, з якої напроти села починається Огинський канал.

## Історія
Вперше згадується в XVI столітті. 1495 — перша згадка, пінська княжна Марія дарує два дворища Матвію Гричині. Маєтки успадковує син Борис і його нащадки Войни-Гричини.[джерело?]
Початок XVII століття — власниками стають Терлецькі. Згодом Поріччя переходить Огінським, пізніше — Скірмунтам.[джерело?]
У 1687 році в селі відбулося селянське заворушення, згорів панський маєток, 4 селян були четвертовані.
1830-ті роки — Олександр Скірмунт заснував промислове виробництво. Згодом маєток переходить до його сина Олександра Олександровича, у подальшому — до онука Романа Олександровича. Скірмунтами було збудовано садибний будинок, який дотепер не зберігся, закладено парк.[джерело?]
У 1830-х роках у Поріччі поміщики Скирмунти провели меліорацію.
У другій половині XIX століття в маєтку Пусловських діяла суконна мануфактура.
У різні роки функціонував цукровий завод (вважався найкращим серед бурякоцукрових заводів Мінської губернії) та винокурний завод.[джерело?]
XIX століття — центр волості Пінського повіту.[джерело?]
1907 — Скірмунтами зведено костел Серце Ісуса, який донині не зберігся, та православний храм.[джерело?]
1920-ті роки — центр гміни.[джерело?]
Березень 1944 — німецькими військами знищено 20 дворів, убито 20 жителів.[джерело?]

## Населення
За переписом населення Білорусі 2009 року чисельність населення села становила 522 особи.

## Пам'ятки
- Церква Різдва Богородиці (1912);
- Братська могила радянських воїнів і партизан;
- Військовий цвинтар часів Першої світової війни, могили польських та німецьких солдат;
- Оборонні споруди Першої світової війни;
- Садиба Скірмунтів:
  - Парк «Поріччя»;
  - Цукровий завод;
- Могила Романа Скірмунта.